# Kreissegment

Kreissegment

Ein Kreissegment (auch Kreisabschnitt) ist in der Geometrie eine Teilfläche einer Kreisfläche, die von einem Kreisbogen und einer Kreissehne begrenzt wird (im Gegensatz zum von einem Kreisbogen und zwei Kreisradien begrenzten „Kreissektor/Kreisausschnitt“).

## Bezeichnungen und Eigenschaften
Größen des Kreissegments:
- α = Mittelpunktswinkel
- b = Kreisbogen
- h = Segmenthöhe
- r = Radius
- s = Kreissehne
- A = Segmentfläche
- M = Kreismittelpunkt

Der Flächeninhalt eines Kreissegments lässt sich aus dem Kreisradius {\displaystyle r} und dem zugehörigen Mittelpunktswinkel {\displaystyle \alpha } berechnen. Man ermittelt dazu die Flächeninhalte des entsprechenden Kreissektors und des in der Skizze dargestellten gleichschenkligen Dreiecks AMB. Ist der Mittelpunktswinkel kleiner als 180°, muss man diese Flächeninhalte subtrahieren (Sektorfläche minus Dreiecksfläche). Bei einem Mittelpunktswinkel über 180° sind die Flächeninhalte zu addieren. Wenn der Mittelpunktswinkel 180° beträgt, ist das Kreissegment eine Halbkreisfläche und die Fläche des Dreiecks ist 0.
In den Formeln der folgenden Tabelle sind Winkel in Bogenmaß einzusetzen. Die Umrechnung eines Winkels von Grad- in Bogenmaß erfolgt durch Multiplikation mit dem Faktor {\displaystyle \pi /180^{\circ }} (siehe auch Radiant).
| Formeln zum Kreissegment (alle Winkel in Bogenmaß) | Formeln zum Kreissegment (alle Winkel in Bogenmaß) |
| -------------------------------------------------- | --- |
| Flächeninhalt                                      | {\displaystyle A={\frac {r^{2}}{2}}\cdot \left(\alpha -\sin \alpha \right)} {\displaystyle A={\frac {r\cdot b}{2}}-{\frac {s\cdot (r-h)}{2}}} {\displaystyle A={\frac {{\frac {1}{2}}\arctan \left({\frac {2h}{s}}\right)\cdot \left(4h^{2}+s^{2}\right)^{2}+hs\cdot \left(4h^{2}-s^{2}\right)}{16h^{2}}}} {\displaystyle A=r^{2}\cdot \arccos {\left(1-{\frac {h}{r}}\right)}-(r-h)\cdot {\sqrt {2rh-h^{2}}}} {\displaystyle A=r^{2}\cdot \arcsin {\left({\frac {s}{2r}}\right)}-{\frac {s\cdot (r-h)}{2}}} {\displaystyle A\approx {\frac {2}{3}}s\cdot h} |
| Radius                                             | {\displaystyle r={\frac {4h^{2}+s^{2}}{8h}}} {\displaystyle r={\frac {s}{2\cdot \sin {\frac {\alpha }{2}}}}} {\displaystyle r={\frac {h}{1-\cos \left({\frac {\alpha }{2}}\right)}}} |
| Kreissehne                                         | {\displaystyle s=2r\cdot \sin \left({\frac {\alpha }{2}}\right)} {\displaystyle s={\frac {2h}{\tan \left({\frac {\alpha }{4}}\right)}}=2h\cdot \cot \left({\frac {\alpha }{4}}\right)} {\displaystyle s=2\cdot {\sqrt {r^{2}-(r-h)^{2}}}=2{\sqrt {2rh-h^{2}}}} {\displaystyle s=b\cdot {\frac {\sin({\tfrac {\alpha }{2}})}{\tfrac {\alpha }{2}}}=b\cdot {\operatorname {si} \left({\frac {\alpha }{2}}\right)}}, ({\displaystyle \operatorname {si} } = nichtnormierter Kardinalsinus)                                                                      |
| Segmenthöhe                                        | {\displaystyle h=r\cdot \left(1-\cos \left({\frac {\alpha }{2}}\right)\right)} {\displaystyle h=r-{\sqrt {r^{2}-\left({\frac {s}{2}}\right)^{2}}}=r-{\frac {1}{2}}{\sqrt {4r^{2}-s^{2}}}} {\displaystyle h={\frac {s}{2}}\cdot \tan \left({\frac {\alpha }{4}}\right)} |
| Bogenlänge                                         | {\displaystyle b=r\cdot \alpha } {\displaystyle b={\frac {\alpha \cdot \left(4h^{2}+s^{2}\right)}{8h}}} {\displaystyle b={\frac {\arctan \left({\frac {2h}{s}}\right)\cdot \left(4h^{2}+s^{2}\right)}{2h}}} {\displaystyle b=2\cdot r\cdot \arcsin \left({\frac {s}{2r}}\right)} {\displaystyle b=s\cdot {\frac {\tfrac {\alpha }{2}}{\sin({\tfrac {\alpha }{2}})}}={\frac {s}{\operatorname {si} \left({\frac {\alpha }{2}}\right)}}}, ({\displaystyle \operatorname {si} } = nichtnormierter Kardinalsinus)                                                |
| Mittelpunktswinkel                                 | {\displaystyle \alpha =2\cdot \arctan \left({\frac {s}{2(r-h)}}\right)} {\displaystyle \alpha =2\cdot \arccos \left(1-{\frac {h}{r}}\right)} {\displaystyle \alpha =2\cdot \arcsin \left({\frac {s}{2r}}\right)} {\displaystyle \alpha =2\cdot \arcsin \left({\frac {4hs}{4h^{2}+s^{2}}}\right)} {\displaystyle \alpha =4\cdot \arctan \left({\frac {2h}{s}}\right)} |
| Flächenschwerpunkt                                 | {\displaystyle x_{s}={\frac {4}{3}}\cdot {\frac {r\cdot \sin ^{3}\left({\frac {\alpha }{2}}\right)}{\alpha -\sin \alpha }},\qquad y_{s}=0} {\displaystyle x_{s}={\frac {s^{3}}{12\cdot A}},\qquad y_{s}=0} Sonderfall Halbkreis: {\displaystyle x_{s}={\frac {4r}{3\pi }},\qquad y_{s}=0} |

## Sagitta
Die Segmenthöhe wird auch Sagitta (lateinisch für „Pfeil“) genannt, und die dazugehörigen Formeln lassen sich mithilfe des Satzes von Pythagoras herleiten. Die Strecke der Differenz von Radius und Segmenthöhe bildet mit der Hälfte der Kreissehne ein rechtwinkliges Dreieck mit dem Radius als Hypotenuse. So ergibt sich folgende Gleichung, die sich dann entsprechend umformen lässt: {\displaystyle r^{2}=\left({\tfrac {s}{2}}\right)^{2}+(r-h)^{2}}.

## Ähnliche geometrische Objekte
Das dreidimensionale Analogon ist ein Kugelsegment.